# Иван Милев
Вижте пояснителната страница за други личности с името Иван Милев.
Иван Милев е български художник и сценограф, един от основните представители на българския сецесион.

## Биография
Роден е на 19 февруари 1897 г. в семейството на казанлъшкия учител Милю Лалев. През 1916 г. по време на Първата световна война е мобилизиран в Пехотната казарма в София и е зачислен в щаба на Въздухоплавателната дружина като военен художник. През 1917 година е войник на румънския фронт. На 18 ноември същата година, по време на отпуск, открива двудневна самостоятелна изложба в Казанлък. Демобилизиран е през 1918 г., а на следващата година завършва гимназия в родния си град. Работи като учител в село Горски извор, Хасковско през 1919 – 1920 година.
През 1920 г. е приет в Държавната художествена академия в София. През 1920 – 1922 г. следва общия курс, а от 1922 – 1925 г. се премества в Декоративния отдел при професор Стефан Баджов. По време на обучението си прави три самостоятелни изложби. Сътрудничи на вестник „Червен смях“ като илюстратор и карикатурист. През 1922 г. рисува кориците на книгите „Смърт“ на Владимир Полянов, „Синята хризантема“ на Светослав Минков, „Фантазии“ на Едгар Алан По, „Ужасът“ от Ханс Хайнц Еверс, издадени от издателство „Аргус“. Прави корицата и илюстрира стихосбирката на Ламар „Арена“, издадена от „Т. Ф. Чипев“. През август 1923 г. посещава с група състуденти Цариград, Атина, Корфу, Неапол, Рим, Флоренция и Венеция. Запознава се отблизо с достиженията на италианския ренесанс и барок. През януари 1924 г. заедно с Иван Пенков осъществява сценографията на „Тоз, който удря плесници“ от Леонид Андреев в Народния театър, за който оформя и други постановки. На 29 юни 1925 г. получава свидетелство за завършен пълен курс с пълно отличие от Художествената академия, специалност „Декорация“.
Впоследствие работи като художник на свободна практика, илюстратор и автор на стенописи за частни домове. Прави първата си изложба през 1925 г. в София. Същата година заедно с Васил Вичев участва в конкурса за паметника на връх Шипка. Проектът им остава на второ място. През пролетта на 1926 г. е приет в дружество „Родно изкуство“ и през април-май участва в изложбата му с „Божа майка“ и „Светогорска легенда“.
На 19 юли 1925 година се жени за оперната певица Екатерина Наумова. Рисува я неведнъж; нейни черти се откриват в картината му „Ахинора“. На 18 май 1926 г. се ражда дъщеря им Мария Милева, която става архитект.
През декември 1926 година Иван Милев заболява от испански грип и умира на 25 януари 1927 г., ненавършил 30 години.

## Творчество
След смъртта му на 27 февруари 1927 година в Тръпковата галерия в София е организирана посмъртна изложба. По случай 100 години от рождението му са организирани юбилейна ретроспективна изложба в Националната художествена галерия и в художествената галерия в Казанлък през май-юни 1997 г.
Милев е майстор на темперната и акварелна техника в българското изобразително изкуство. Социалната тематика не му е чужда. Извънредно самобитният му декоративен стил е повлиян от модерния по това време в Европа сецесион, но е свързан по-скоро с народните традиции и иконописта. Портретът му на Анна Каменова от 1924 г. е в стил сецесион и се отличава с декоративна пищност, стилизация и екзотични детайли.
Творби на Иван Милев се съхраняват в Националната художествена галерия, Софийската градска художествена галерия и в Художествената галерия в Казанлък.
Тридесетина творби на художника са оставени след бомбардировките на София на съхранение в трезора на Търговска банка (БНБ, ДСК) от съпругата му. Сред тях са едни от най-хубавите му картини от неговия най-зрял период (1925 – 1927). Когато през 1957 г. близките му искат да ги изтеглят във връзка с изложба по повод 30 години от смъртта му се оказва, че картините са изчезнали. Съдбата им остава неизвестна, предполага се, че някои от тях са извън България. Тридесетте картини са документирани през 1937 г. от Евдокия Петева-Филова в монография по случай десетата годишнина от смъртта му.
Иван Милев е автор и на стихотворения, поеми и проза.

## Памет
Образът на Иван Милев е изобразен върху банкнотата от 5 лева (емисия 1999 – 2009).
На Иван Милев е наречена улица в квартал „Драгалевци“ в София (Карта).

## Творби
в художествената галерия в Казанлък
- „Ахинора“ (1925)[5][6] – темпера, хартия-картон, 86/66[7];
- „Сватба“ (1925) – гваш, хартия-картон, 48/33;
- „Балканът“ (1922) – темпера, хартия-картон, 65/87;
- „Жътварка“ (1925) – темпера, хартия, 27.5/34.5;
- „Пред кандилото“ (1925) – смесена техника, хартия, 36/27;

в НХГ София
- „Танец (Гъдулар)“ (1924)[8] – акварел, хартия, 52/63, подписана, датирана, инв. №III 1698;
- „Триптих“ („Мъглижкият манастир“) (1924)[9] – гваш на хартия, 59/75 – ляво пано, 77/55 – средно пано, 58/75 – дясно пано, подписана, датирана, инв. №III 311, 312, 313;
- „Врачуване“ (1924 – 1926) – акварел и гваш на хартия;
- „Селска мадона“ (1925) – акварел на хартия;
- „Бежанки“ (1925)[10] – акварел на хартия, 47/40, подписана, датирана, инв. №III 782;
- „Септември 1923 г.“ (ок. 1925)[11] – акварел на хартия, 41/46, без подпис и дата, №III 40;
- „Зимен пейзаж“ (1926) – акварел и гваш на хартия;
- „Зимна приказка“ (1926) – акварел и гваш на хартия;
- „Нашите майки все в черно ходят“ (1926) – акварел на хартия;
- „Бежанци“ (1926) – акварел на хартия;
- „Черният хляб“ (1926) – акварел на хартия;
- „Композиция“ (ок. 1926) – акварел на хартия;

в друга галерия
- „Ахинора“ (1922)[12] – темпера, хартия; 52,5/33,5; без подпис и дата; частно притежание.

## Галерия
- „Ахинора“ (1922)
- "Ахинора" (1925)
- „Етюд“ (1920 – 1925)
- „Гъдулар“ (1924)
- „Светогорска легенда“ (1926)
- „Бежанци“ (1926)